# Tormássy Gizella
Alsebesi Tormássy Gizella (Mélynádas, 1864. január 23. – Budapest, 1888. június 6.) magyar író, műfordító, Ambrus Zoltán felesége.

## Élete
Temes megyei nemesi család sarjaként Mélynádason született. Apja alsebesi Tormássy Mihály (1819–1875), országgyűlési képviselő, honvédszázados, anyja szentlőrinczkátai Laczkovich Emma (1831–1897).
Tormássy Gizella Egerben nevelkedett az Angolkisasszonyok intézetében, mert az időközben elszegényedett és egyedül maradt édesanyja, szentlőrinckátai Laczkovich Emma csak így tudta őt egy régi családi alapítványi helyen taníttatni.
Mivel irodalmi hajlandóságú volt, Budapesten az Ország-Világ című lap munkatársaként dolgozott, illetve jó francia nyelvismeretét hasznosítva fordításokból tartotta el magát (Guy de Maupassant: Gyöngy kisasszony novelláját elsőként tőle olvashatjuk), de írt önálló munkákat is.
A szerkesztőségben ismerkedett meg Ambrus Zoltán íróval, s hamarosan feleségül is ment hozzá. Esküvőjüket 1887. július 25-én tartották az erzsébetvárosi katolikus plébániatemplomban. Ambrus esküvői tanúja Benedek Elek volt. Házasságuk rövid ideig tartott, mivel a gyermeket váró fiatalasszony kislánya, Gizella Szidónia születése (1888. május 17.) után belázasodott és a leggondosabb ápolás ellenére is meghalt június 6-án, négy nappal a keresztelő után. A félárva Gizellát a nagymama, Ambrus Józsefné Spett Vilma nevelte közel 10 éves koráig, majd az időközben új házasságot kötött író (Benkő Etelka opera-énekesnővel 1894. június 8-án esküdtek meg) magához vette leányát.
Ambrus Zoltán a Kerepesi úti temetőben díszsírhelyet kapott. Benkő Etelkát is itt temették el 1922-ben a Színészparcellában. Tormássy Gizella az Óbudai temetőben nyugszik lányával, Gizellával és unokájával, dr. Fallenbüchl Zoltánnal, valamint annak feleségével Czárán Mariannal.